# 若泽兰迪亚
若泽兰迪亚是巴西马拉尼昂州的一个市镇。总面积681.684平方公里，总人口15390人，人口密度22.6人/平方公里。